# Augustin Förster
Augustin Förster (* 3. Dezember 1895 in Adlum; † 28. Februar 1963 in Marburg) war ein deutscher Rechtsmediziner und Hochschullehrer.

## Leben
Der Lehrersohn Augustin Förster besuchte in Goslar das humanistische Gymnasium. Nach der Reifeprüfung nahm er ab 1915 am Ersten Weltkrieg teil. Ab 1918 absolvierte er ein Studium der Medizin an den Universitäten Göttingen, Bonn und Köln, das er 1921 mit Staatsexamen und Promotion zum Dr. med. in Köln abschloss. Danach war er im Rahmen seiner Assistenzarztzeit bis 1926 zunächst am Pathologischen Institut der Universität Köln und anschließend am Institut für Gerichtliche Medizin der Universität Münster. Zwischenzeitlich 1930 habilitiert wurde er 1936 außerplanmäßiger Professor am Institut für Gerichtliche Medizin der Universität München. Er folgte 1937 einem Ruf auf den Lehrstuhl für Gerichtliche Medizin der Universität Marburg, wo er mit Unterbrechung der Jahre 1945 bis 1949 bis Anfang der 1960er Jahre lehrte und das Institut für Gerichtliche und soziale Medizin leitete.
Nach der Machtübergabe an die Nationalsozialisten trat Förster zum 1. Mai 1933 der NSDAP (Mitgliedsnummer 2.162.907) sowie im selben Jahr der SA sowie den NS-Organisationen NS-Lehrerbund, NS-Ärztebund, NS-Dozentenbund und NSKK bei. Nach dem Ende des Zweiten Weltkrieges wurde er aus dem Professorenamt entlassen und war zeitweise interniert.
Försters Forschungsschwerpunkte lagen im pathologisch-anatomischen und gerichtsmedizinischen Bereich, in denen er auch publizierte.